# BloodRayne 2 (jeu vidéo)
BloodRayne 2 est un jeu vidéo d'action et est le deuxième jeu de la série BloodRayne. Il est sorti en 2004 en Amérique du Nord et en 2006 en Europe. Comme pour le premier épisode, il a été développé par Terminal Reality. Le jeu est sorti sur PlayStation 2, Xbox et Windows.

## Trame
BloodRayne 2 se déroule six décennies après le premier épisode et prend place dans les années 2000. Lors de cet intermède, Rayne s'est attaqué aux disciples de Kagan qui avaient formés le Culte de Kagan.
Dans ce jeu, Rayne a pour objectif de tuer Kagan, un seigneur vampire et collaborateur nazi.

## Accueil
La presse vidéoludique n'a pas été enthousiasmée par le jeu. BloodRayne 2 a obtenu 14/20 sur Jeuxvideo.com, 4/10 sur Gamekult et 6/10 sur GameSpot.